# Japanse invasies van Korea

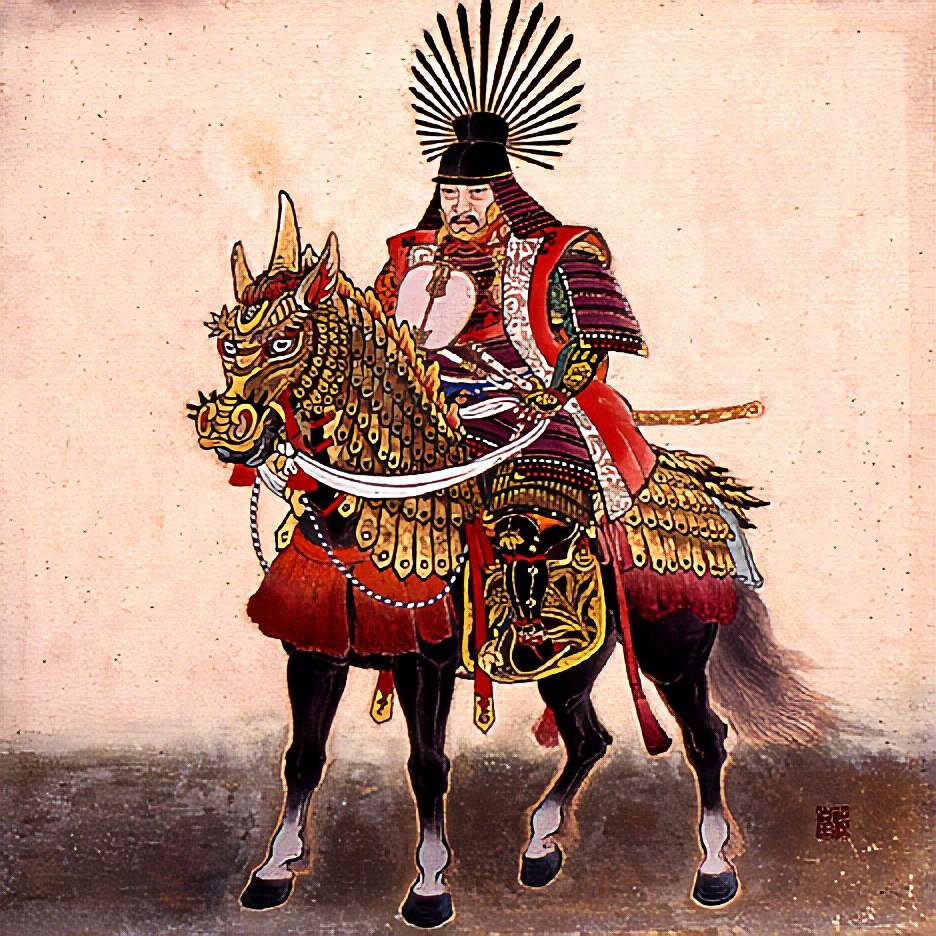
Hideyoshi op zijn paard

De Japanse invasies van Korea, ook wel bekend als de Zevenjarige oorlog, de Imjin oorlog of Hideyoshi's Invasie van Korea zijn de oorlogen waarbij Japan in 1592 Korea, ten tijde van de Joseondynastie twee keer aanviel. Tijdens deze periode poogde Toyotomi Hideyoshi zijn macht over Azië uit te breiden zelfs tot Europa aan toe. De verovering van Azië moest in Korea beginnen, maar is daar ook geëindigd.
De oorlog is te verdelen in drie periodes:
- 1592-1593: Eerste aanval op Korea
- 1594-1596: Onderhandelingen tussen Japan en China
- 1597-1598: Tweede aanval op Korea

De oorlog zelf zou voor Hideyoshi weinig opleveren, behalve het hoge aantal slachtoffers en een slechte relatie met Korea. Met de dood van Hideyoshi in 1598 werd de oorlog beëindigd.

## Toyotomi Hideyoshi
Toyotomi Hideyoshi 豊臣秀吉 werd in 1536 geboren te Owari, Nakamura. Hij was een machtige man, die Oda Nobunaga (織田信長) opvolgde en de vereniging van Japan voortzette. Hideyoshi behoorde tot de drie Japanners die uiteindelijk in 1600 na de slag bij Sekigahara Japan wisten te verenigen onder leiding van Tokugawa Ieyasu (徳川家康). Over het vroege leven van Hideyoshi is weinig bekend. Er wordt zelfs beweerd dat hij weinig tot nooit over zijn jonge jaren vertelde. Pas vanaf ongeveer 1570 werd er over hem geschreven in brieven en documenten. In 1577 werd er een autobiografie over hem uitgegeven, waarna meer informatie aan het licht kwam over zijn verleden.

### Leven tot aan de oorlog
Hideyoshi werd geboren als een zoon van een boer, die bestuurd werd door de daimyō (大名) Oda Nobuhide (織田信秀), de vader van Oda Nobunaga. Hideyoshi's bijnaam als kind was Hiyoshimaru, wat vertaald kan worden als 'gift van de zon'. Door deze heilige naam kreeg Hideyoshi inspiratie om het volk hem te laten aanzien als een belangrijk persoon.
In de jaren 1550 trok hij naar het land van Imagawa Yoshimoto 今川義元, de daimyō van de Suruga provincie, om daar te werken. In 1577 zou hij terugkeren naar Owari om als soldaat te dienen voor Oda Nobunaga. Dankzij zijn levendige karakter, tactische kennis en intelligentie zou hij uiteindelijk gepromoveerd worden. Niet alleen deze eigenschappen zorgde ervoor dat hij hogerop kon komen. Ook door zijn toevallige aanwezigheid bij de restauratie van het Kiyosu Kasteel, waar hij als voorman diende, en bij de Slag van Okehazama zou hij meer aanzien krijgen onder de Nobunaga's. Hij kreeg daardoor de titel Samoerai (侍), die normaal gesproken in dit geval alleen maar voor leden van de Nobunaga familie was bedoeld.
Na de dood van Nobunaga zou hij de ideeën van Nobunaga verder uitwerken om Japan verder bijeen te brengen. In 1585 liet hij zich benoemen tot kampaku (関白 en later tot daijō-daijin 太政大臣. De titel kampaku zou hij later in 1592 aan zijn geadopteerde zoon Hidetsugu 豊臣秀次 en werd zelf taikō 太閤.

### Machtsuitbreiding
De droom van Hideyoshi was zijn macht te vergroten. Dat was al eerder gelukt in Japan, maar daar wilde hij het niet bij laten. Al snel na de eenwording van Japan maakte hij al plannen om Korea, China, de Ryukyu-archipel, Taiwan en de Filipijnen onder zijn bewind te krijgen. De tactiek die hij voor ogen had was om eerst China in te nemen, maar om dat te realiseren zou hij eerst Korea in moeten nemen. Korea was voor Japan altijd al een doorgangsgebied geweest om in China te komen en Hideyoshi dacht dat de Koreanen wel mee zouden werken. Hij dwong daarom koning Seonjo (선조) om de macht aan hem over te dragen, maar dat deed de koning niet. De reden hiervoor was dat koning Seonjo dan de bestuurder van Japan zou moeten erkennen en dat is in de ogen van de Koreanen niet mogelijk. De enige keizer is volgens hen de keizer van China.
Toen bleek dat Hideyoshi Korea niet met zachte hand kon innemen, besloot hij om diplomatieke missies te sturen, om Korea op een andere manier te laten buigen voor Japan, maar daar gaven de Koreanen ook geen gehoor aan. Voor Hideyoshi was de maat vol. Hij zou het volgende jaar, in 1592, zijn eerste aanval op Korea lanceren.

## 1592-1593: Eerste aanval op Korea

### Begin van de oorlog
Bij de aanvang van de Imjin-Oorlog had Japan zich goed voorbereid. Hideyoshi had namelijk tijdens de aanval op Busan 150.000 man gestuurd en had nog zeker hetzelfde aantal soldaten klaar staan voor een volgende aanval of voor versterking. De Koreanen wisten af van een mogelijke aanval van Japan, maar ze waren totaal niet voorbereid op hun komst. Al snel na de landing bij Busan werd het bij elkaar geraapte leger snel uiteen gedreven. De aanval van Japan verliep zo snel, dat ze in drie weken Seoel ingenomen hadden. Opnieuw dwong Japan koning Seonjo af te treden. In plaats van af te treden, vluchtte hij, maar zijn volk was het hier niet mee eens, want tijdens van zijn vlucht uit de stad, werd hij door het hele volk bekogeld met afval en uitgescholden.

#### Aanval op Pyongyang en Kaesŏng

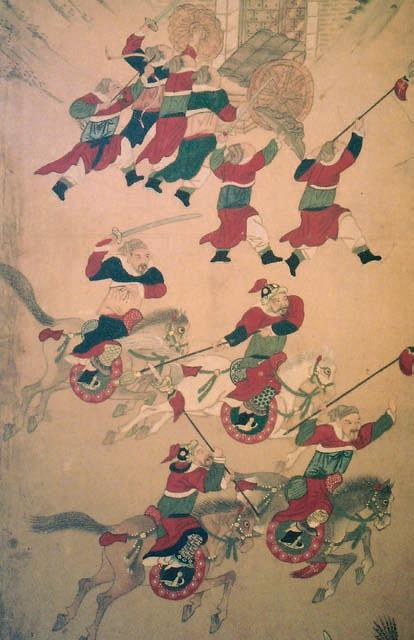
Slag van Pyongyang in 1593

Al aan het eind van juli 1592 wist het Japanse leger zich meester te maken over Pyongyang en Kaesŏng. De gevluchte koning Seonjo was ondertussen naar het noorden van het land getrokken tot aan de Chinese grens, waar hij met het Ming-hof in contact wilde komen om voor versterking te vragen. 
Aanvankelijk wilde de Chinese keizer Wanli (萬曆) het niet geloven dat de Japanners zo ver hadden kunnen komen zonder steun van Korea, maar na aanhoudende vragen van Korea en door eigen onderzoek, was keizer Wanli van plan om in augustus een leger van 3.000 soldaten richting Pyongyang te sturen. Zelfs na aanhoudende waarschuwingen van Korea dat Japan gemakkelijk het door China gestuurde leger neer kon slaan, stuurde hij het leger toch. Het leger werd inderdaad in Pyongyang in een hinderlaag gelokt en verslagen.

#### Wapenstilstand
Na de nederlaag van China probeerde het Ming-hof met de Japanners compromissen te sluiten om zelf tijd te winnen om een groter leger te mobiliseren. In oktober kwamen Shen Weijing en Konishi Yukinaga tot een overeenkomst: Er zou voor 50 dagen een wapenstilstand gesloten worden die gold in en rondom Pyongyang.
De overeenkomst werd door beide kampen verkeerd opgevat. Shen vertelde namelijk aan de keizer dat Japan zich volledig zou terugtrekken. Konishi beweerde daarentegen dat ze zich tot de Taedong-rivier zouden terugtrekken. Mede door deze eigen opvattingen werd de oorlog na 50 dagen weer voortgezet door Japan. Zij vielen Pyongyang weer binnen om zo een reactie vanuit China te krijgen. De eigengereide Konishi en Shen zouden in de loop van de oorlog vaker met elkaar overleggen en afspraken maken, die net zoals de eerste volledig in het niets uitlopen.

### Opties voor China
Aan het eind van 1592 kreeg Ming-China twee mogelijkheden in de schoot geworpen: Zelf vrede met Japan sluiten en de Japanners hun gang laten gaan of het inzetten van een goed leger en de Japanners 'de zee in drijven'. Song Yingchang beweerde dat China de Japanners weg moest jagen. De reden die hiervoor gegeven kan worden is dat China liever Japan niet hun gebied op het vasteland zag uitbreiden, omdat het hele schiereiland hierdoor, politiek gezien, volledig gedestabiliseerd zou raken en China zou dan altijd een leger klaar moeten hebben staan, mochten de Japanners weer uitbreidingsplannen hebben. Shi Xhing beweerde juist dat er vrede gemaakt moest worden om zo een verdere oorlog te voorkomen, maar de keizer vond Song's argumenten sterker en zette de oorlog voort. Song moest gedurende de winter nog een leger mobiliseren en een tegenoffensief leveren. Er werd gewacht totdat de grond bevroren was, omdat het leger met hun materiaal zich dan makkelijker kon verplaatsen.

#### Reactie
In januari 1593 bereikte het leger van Li Rusong (李如松) Pyongyang. Tussen Li en Shen waren nogal wat onenigheden, mede doordat Shen tussendoor nog steeds met Konishi aan het onderhandelen was. Hij eiste daarom direct de executie van Shen, maar koning Seonjo had Shen volledig toestemming gegeven om te mogen onderhandelen.
Na zich te hebben voorbereid viel Li Pyongyang binnen. Het lukte hem met gemak om het Japanse leger uit de stad te verdrijven, waarna de Japanners zich terugtrokken naar Kaesŏng. De Koreanen waren opgelucht dat er eindelijk een opmars gaande was vanuit China die wel succes boekte, maar dit was wel de enige grote zege die de Chinezen wisten te behalen in 1593. Na dit succes viel Li Pyokchegwan aan, maar omdat ze overmoedig waren en omdat ze verkeerde informatie gekregen hadden, dacht Li maar met 3.000 man het gebied terug te pakken. Hier werd het Chinese leger op hun beurt volledig neergeslagen door de Japanners.
Beide landen waren door de twee grote verliezen in Pyongyang en Pyokchegwan moreel volledig uitgeput. De enige oplossing die zij op dat moment zagen was om vredesonderhandelingen te voeren.

## 1594-1596: Onderhandelingen tussen Korea, Japan en China
De vredesoverleggen te Kaesŏng werden voornamelijk tussen Li Rusong en Shen Weijing gevoerd, wat nogal tot onderlinge problemen leidde. Shen was naar China teruggekeerd om met Shi te overleggen. Na zijn terugkomst in Kaesŏng sprak hij ook nog met de Japanse commandanten over een overeenkomst. Zij gingen akkoord met de onderhandelingen, maar aan beide kampen werden er eisen gesteld.

### Japanse eisen

Kaart van de aanvallen 1592-1597

- Een huwelijk tussen een Chinese vrouw van het Ming-hof met een nakomeling van de keizer van Japan om zo een gelijke status te verkrijgen als het Ming-hof. Ook eisten zij dat Toyotomi Hideyoshi erkend werd als Koning van de Ming. Deze titel zorgde voor veel problemen, omdat het niet duidelijk was of Hideyoshi dan wel of niet de Ming-keizer erkende.
- Het behouden van de vier provincies die ten zuiden en oosten van Seoel lagen.
- De tribuutrelaties tussen China en Japan moesten weer opgestart worden.
- Het sluiten van eeuwige vrede tussen China en Japan.
- Het sturen van een Koreaanse prins en een aantal ministers naar Japan als oorlogsgijzelaars.
- Het ervoor zorgen dat Korea nooit de vrede zou verbreken.

### Chinese eisen
Door deze zaken te eisen leek het dus dat Hideyoshi de oorlog had gewonnen, maar daar gingen de Chinezen het niet mee akkoord:

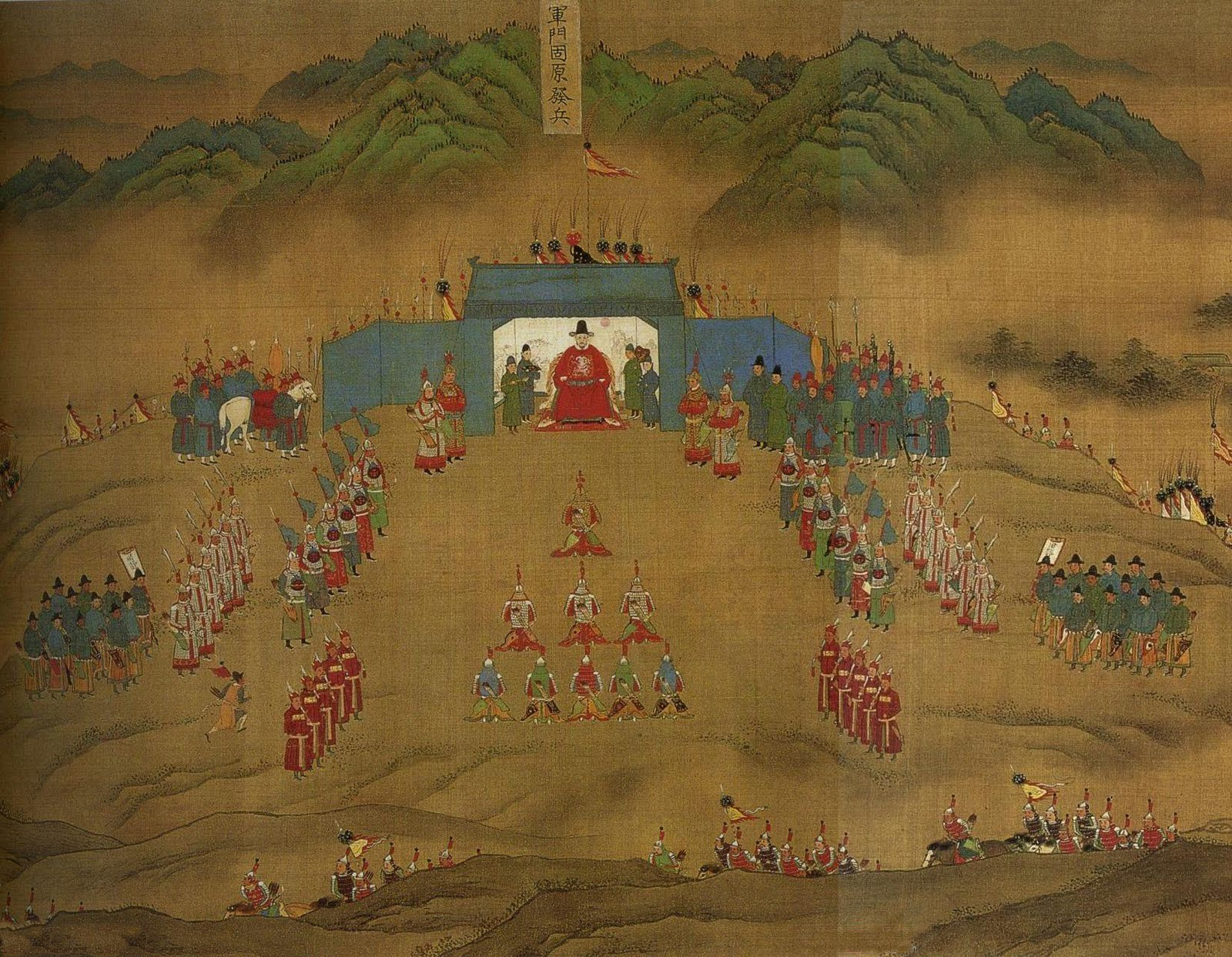
Ming leger

- Alle Japanse soldaten moesten het schiereiland verlaten en Hideyoshi zou nooit meer een aanval mogen beginnen.
- Hideyoshi moest het gezag van het Ming-hof erkennen over China en Korea.
- Japan moest alle gevangen prinsen vrijlaten.
- Hideyoshi moest zijn verontschuldigingen aanbieden.

Als Hideyoshi zich hieraan zou houden, dan zou hij misschien toch nog de titel van 'koning van Wa' krijgen en hem privileges geven bij de nieuwe tribuutrelaties tussen Japan en China. Over het wel of niet verlaten van Korea waren beide landen het nog steeds niet eens. Katō Kyomasa was aan de Japanse kant een van de personen die zei dat Japan nog steeds gemakkelijk de oorlog kon winnen, terwijl Shi vond dat de Japanners zich nog steeds moesten terugtrekken na hun verlies van Seoel. Daarnaast voelden zij zich als de grote redder van Korea, wat zou betekenen dat zij meer invloed op Korea zouden mogen uitoefenen.

### Periode van vrede
In 1594, na maanden onderhandelen over de eisen en over het wel of niet verlaten van het eiland, kwamen China en Japan met moeite eindelijk tot een resultaat. Beide landen zouden de oorlog staken. De motivatie voor beide landen was met name de hoge kosten van de oorlog en dat zij beter af waren om handel met elkaar te drijven. Ook waren er ondertussen muiterijen in China en Korea uitgebroken, omdat het terugsturen van de soldaten zo lastig en duur was. Beide landen gaven Korea drie tot vijf jaar de tijd om zich weer op te bouwen en om zich daarna, mocht het nog een keer uit de hand lopen, beter te verdedigen tegen de Japanners.
In 1596 daarentegen viel deze 'vredesonderhandeling' uiteen. Dit komt omdat Hideyoshi zijn ware aard liet zien en Korea weer aanviel.

## 1597-1598: Tweede aanval op Korea

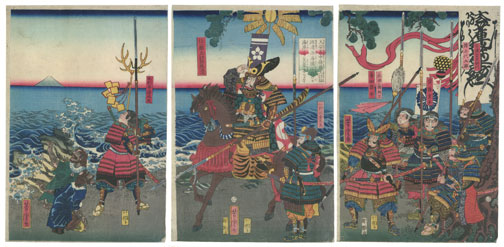
Kato Kiyomasa in Korea

### Slag bij Namwon
De Japanners wisten in het zuiden in het midden van augustus op zee de Koreaanse verdediging te doorbreken, waardoor zij redelijk gemakkelijk weer het schiereiland konden bereiken. Eenmaal aan land werd de aanval op Namwon gestart. Uit Koreaanse verslagen is gebleken dat dit vanaf het begin af aan al een onmogelijke strijd was voor de Koreanen, omdat de Japanners anders te werk gingen dan voorheen. In 1592 bezetten zij voornamelijk de meer strategische posities, terwijl zij nu alleen maar voor chaos en vernietiging zorgde. Volgens overgebleven Japanse bronnen streefden soldaten vooral hun eigenbelang in plaats van samen te werken.
De Chinese generaal Yang Yuan die de leiding had over de bescherming van de stad was nogal eigenzinnig en maakte bijna geen gebruik van het beschikbare landschap. Hierdoor had hij te maken met een groot nadeel ten opzichte van de Japanners.
De strategie die de Japanners gebruikten om de stad binnen te vallen was om in kleine eenheden zich te verplaatsen. In Namwon werd er namelijk gebruikgemaakt van kanonnen die op de muren stonden. Het was dus voor de kanonniers lastig om de Japanners tegen te houden.
Vier dagen lang wisten de Chinezen en Koreanen het uit te houden tegen de continue aanvallen, maar door de steeds moediger wordende Japanners kwam er een eind aan. Ze wisten de stadspoorten open te breken en over de muren te klimmen. Veel Chinese soldaten vluchtten uit de stad en degene die achterbleven, lieten zich onthoofden door de Japanners. Voor Japan was dit de grootste overwinning gedurende de tweede invasie.

### Slag bij Ulsan

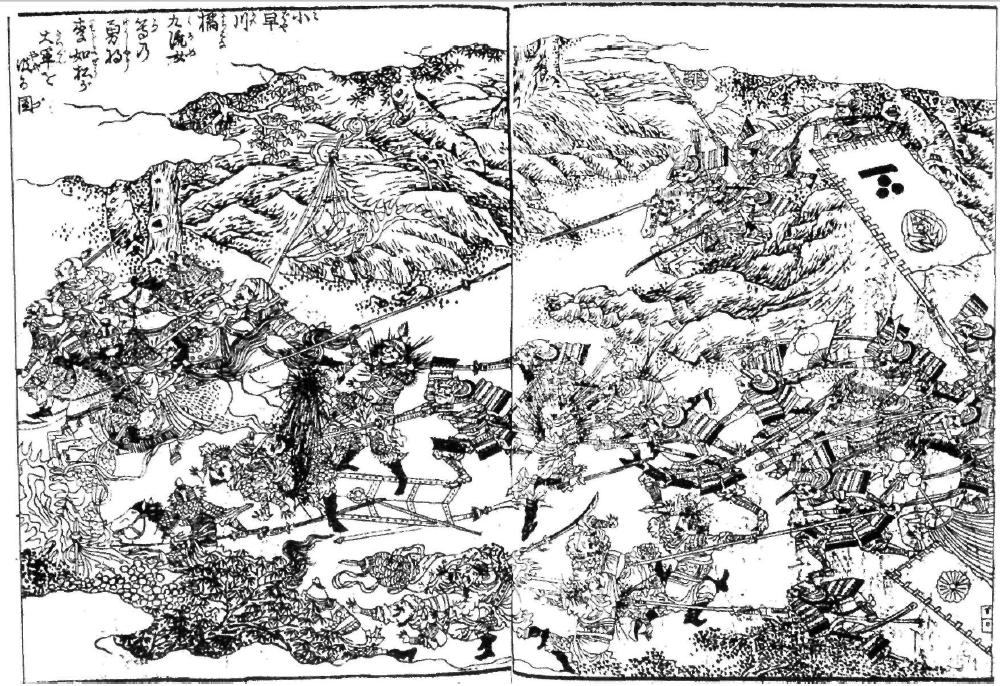
Slag bij Ulsan

Aan het eind van 1597 wisten de Koreanen en Chinezen enkele successen te boeken en de Japanners aan de oostkust terug te laten trekken tot aan Ulsan. Zij dachten dat de Japanners zich zouden overgeven, maar dit gebeurde niet. Gedurende december was het steeds meer een uitputtingsoorlog geworden voor beide kampen. De Japanners raakten al snel zonder voedsel en water, waardoor zij om de honger te stillen modder gingen eten. De generaal Konishi Yukinaga wist 3.000 man te sturen, maar veel hielp dit niet.
Het keerpunt kwam toen bleek dat er een versterking van 60.000 soldaten voor de Japanners kwam. Vrij snel vluchtten de Koreanen en Chinezen. Als zij dit niet gedaan hadden, had niemand van het leger het nog na kunnen vertellen.

### Einde van de oorlog
Het einde van de slag bij Ulsan, aan het eind van januari, zorgde ervoor dat beide kampen erg verzwakt waren. Een aantal Japanse generaals waren zelfs van plan om zich volledig terug te trekken. Veel nieuwe gewapende conflicten kwamen er niet meer, maar om er voor te zorgen dat de Japanners zich echt zouden terugtrekken, bleef het Ming-hof Chinese troepen naar Ulsan sturen. Helaas zorgde dit alleen maar voor meer slachtoffers dan terreinwinst.
In september kwam er bericht vanuit Japan dat Hideyoshi overleden was. Mede door het niet kunnen bereiken van China en steeds slechter worden van zijn naam, nam zijn psychische gezondheid verder af. In plaats van zich uit Korea te trekken, bleef hij zelf nog steeds troepen sturen, ten ongenoegen van zijn soldaten. Na zijn sterven werd er door de Raad van Vijf Oudsten besloten om zich terug te trekken, zonder duidelijk kenbaar te maken wat de reden hiervoor was. Dit was om te voorkomen dat de Japanners zich niet hoefden te schamen, omdat ze niet verloren hadden.

## Voetnoten
1. ↑  Deze personen waren Oda Nobunaga, Toyotomi Hideyoshi en Tokugawa Ieyasu.
2. ↑  De titel van Samoerai was wel buiten de familie te krijgen, maar je kon niet echt tot Samoerai benoemd worden binnen een andere familie.
3. ↑  regent van de keizer
4. ↑  kanselier van het rijk
5. ↑  teruggetrokken regent
6. ↑  Shen Wijing was een beruchte Chinese handelaar.
7. ↑  Konishi Yukinaga was ten tijde van de aanval op Pyongyang de commandant van het Japanse leger.
8. ↑  Song Yingchang was de commissaris van militaire zaken van Japan.
9. ↑  Shi Xhing was de minister van oorlogszaken van China.
10. ↑  Li Rusong was de belangrijkste Chinese generaal tijdens de eerste invasie.
11. ↑  Pyokchegwan lag net boven Pyongyang.
12. ↑  De Chinezen hadden het bericht gekregen dat het Japanse leger zich had teruggetrokken uit Pyokchegwan, maar dat bericht bleek vals te zijn.
13. ↑  Zij stonden namelijk voor dezelfde keuzes die keizer Wanli aanvankelijk ook had, namelijk het voortzetten van de oorlog, zoals Li wenste, of toch voor vrede zorgen.
14. ↑  Tribuutrelaties waren voor Japan zeer belangrijk, omdat dit voor hen de enige manier was om legaal handel te drijven met China.
15. ↑  De boeddhist Keinen die met de Japanners mee was gekomen en zich bij verschillende slagen aanwezig was schreef het werk Chōsen nichinichi ki.
16. ↑  Rondom de stad was een groot bos te vinden, dat Yang Yuan had kunnen gebruiken tijdens de verdediging van Namwon.
17. ↑  Er wordt geschat dat er zich 10.000 Japanners zich op dat moment in de stad bevonden.